# یان یانسکی

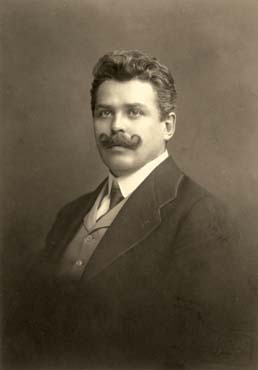
یان یانسکی، ۲۹ ساله، در سال ۱۹۰۲.

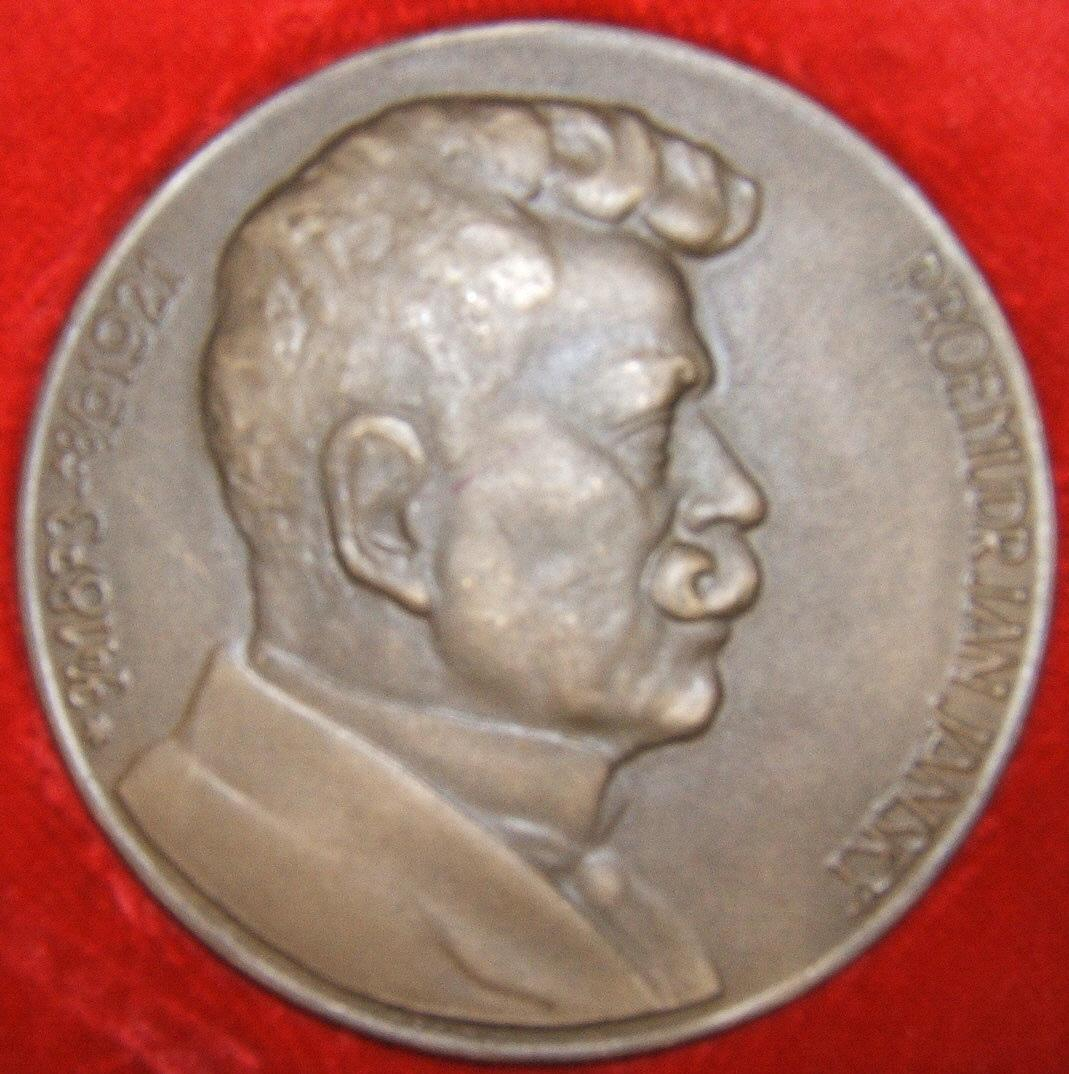
یان یانسکی برنده مدال برنز یانسکهو

یان یانسکی (تلفظ چکی: [ˈjan ˈjanski:] (زاده ۳ آوریل ۱۸۷۳ در اسمیچوف، پراگ کنونی - وفات ۸ سپتامبر ۱۹۲۱ در چرنوشیتسه، نزدیک پراگ) یک سروولوژیست، متخصص مغز و اعصاب و روانپزشک چک بود. او به خاطر طبقه‌بندی خون به چهار گروه (اول، دوم، سوم، چهارم) شهرت دارد.
یانسکی در دانشگاه چارلز پراگ پزشکی خوانده بود. از سال ۱۸۹۹ در کلینیک روانپزشکی پراگ کارش را آغاز کرد. در سال ۱۹۱۴ به عنوان پروفسور منصوب شد. او در طول جنگ جهانی اول دو سال به عنوان پزشک در جبهه خدمت کرد تا وقتی که یک حمله قلبی او را از کار انداخت. او بعد از جنگ به عنوان یک متخصص اعصاب و روان در یک بیمارستان نظامی (Vojenská nemocnice) مشغول به کار شد. یانسکی آنژین صدری داشت و دراثر بیماری سرخرگ کرونری درگذشت.
یانسکی همچنین از طرفداران اهدای خون داوطلبانه بود.

## طبقه‌بندی
یانسکی از راه تحقیقات روانپزشکی خود تلاش نمود تا رابطه‌ای میان بیماری‌های روانی و بیماری‌های خونی پیدا نماید. وی موفق بع اثبات این فرضیه نشد و مطالعه‌ای تحت عنوان Hematologická studie u psychotiků (۱۹۰۷، مطالعه (هماتولوژی) خون‌شناسی روان‌پریشی‌ها) منتشر کرد که در آن خون به چهار گروه اول، دوم، سوم و چهارم طبقه‌بندی می‌شد. (در آن هنگام، جانسکی از کار کارل لندشتاینر اطلاعی نداشت، که با کشف گروه‌های خونی A، B و O، جایزه نوبل فیزیولوژی یا پزشکی در سال ۱۹۳۰ برای وی به ارمغان آورد) در آن دوره، نتیجه پژوهش‌های یانسکی مورد توجه قرار نگرفت. در سال ۱۹۲۱ یک کمیسیون پزشکی آمریکایی طبقه‌بندی یانسکی را به تأیید رساند. طبقه‌بندی هم‌شکلی توسط ویلیام لورنزو ماس تشریح شد، به جز اینکه ماس چهارم برخلاف یانسکی بود که منجر به سرگردانی در انتقال خون شد تا هنگامی که استفاده از گروه‌بندی A ،B و O استاندارد شد.

## میراث
- به اهداکنندگان داوطلبانه خون پیاپی در جمهوری چک و اسلواکی مدال یانسکی (پلاک یانسکی) اهدا می‌شود.
- راز خون، یک فیلم محصول ۱۹۵۳ چکسلواکی دربارهٔ اقدامات او.